# Dajuan Wagner
Pour les articles homonymes, voir Wagner.
Dajuan Wagner, né le 4 février 1983 à Camden (New Jersey), aux États-Unis, est un joueur américain de basket-ball. Il évolue au poste d'arrière. Il est le fils de l'ancien joueur Milt Wagner.
Wagner est sélectionné en 6e position par les Cavaliers de Cleveland lors de la draft 2002 de la NBA. Il quitte la NBA après seulement quatre saisons dans la ligue en raison d'ennuis de santé.
Wagner est le fils de Milton Wagner, joueur de basket-ball et le père de Dajuan Wagner Jr. (en) (né en 2005), un joueur de basket-ball au niveau lycée qui est considéré comme l'un des meilleurs de sa classe d'âge.